# Grb Občine Šentjur
Grb Občine Šentjur je upodobljen na črno obrobljeni rdeči podlagi v obliki ščita. Ta je na spodnji polovici polkrožno zaobljen. Na rdeči podlagi je zlat konjenik (Sveti Jurij). ki prebada kromoksidno zelenega zmaja. Upodobitev izhaja iz legende o Svetem Juriju, ki je zavetnik Šentjurja. Grb je lahko upodobljen tudi na zastavi. 
Enak grb uporablja tudi Mestna skupnost Šentjur.